# テオドール・シェーラー
テオドール・シェーラー（Theodor Scherer 1889年9月17日 - 1951年5月17日）は、ドイツの陸軍軍人。中将。第二次世界大戦中にホルムの戦いを指揮したことで知られる。

## 第二次世界大戦まで

### 第一次世界大戦
テオドール・シェーラーは1889年にバイエルン王国ヘーヒシュテットで学校長の父の元に生まれた。1908年7月14日、バイエルン陸軍の候補生（Fahnenjunker）として軍人の道を歩み始め、第12バイエルン王国歩兵「プリンツ・アルヌルフ」連隊（12. Königlich Bayerisches Infanterie-Regiment "Prinz Arnulf"）へ配属された。1909年3月7日には士官候補生（Fähnrich）として士官学校に入学し、1910年10月23日に卒業すると少尉（Leutnant）に任官した。第一次世界大戦の間は機関銃中隊の小隊長や中隊長として前線で戦った。1915年6月1日には中尉（Oberleutnant）に昇進。1916年7月14日、イギリス軍の捕虜となる。1918年5月30日には収容所から釈放されるが、引き続きオランダにて抑留された。1918年12月になってようやく解放された。第一次世界大戦中、彼は鉄十字章を含むいくつかの勲章を受章している。1919年12月15日、彼はヘルタ・シュヴァルツ（Hertha Schwarz）と結婚し、1920年9月30日に軍を退役した。

### バイエルン州警察と国防軍
1920年10月1日からバイエルン州警察の警察官として勤務し、1922年4月5日には警察大尉（Hauptmann）に昇進。1928年からはアイヒシュテット警察学校に入校し、1932年7月1日には警察少佐（Major）、1935年4月1日には警察中佐（Oberstleutnant）への昇進を果たしている。1935年10月1日、ドイツ再軍備宣言の下にワイマール共和国軍（Reichswehr）がドイツ国防軍（Wehrmacht）に改名された際、中佐として陸軍への復帰を果たす。その後は第56歩兵連隊所属の大隊長として勤務し、1937年1月1日に大佐（Oberst）へ昇進した。

## 第二次世界大戦
1940年、彼は新設された第507歩兵連隊の連隊長となり、西部戦線を転戦した。1940年10月、シェーラーは警察官としての経歴を評価され、第281保安師団の師団長となる。保安師団は前線に派遣される種の戦闘部隊ではなく、後方保安をその任務としており、敵といえばパルチザンや赤軍の敗残兵程度だった。こうした華々しいとは言いがたい任務を与えられていたにも拘らず、1941年に東部戦線へと送られたシェーラーは期せずして劇的な戦闘に参加することとなる。

### ホルム

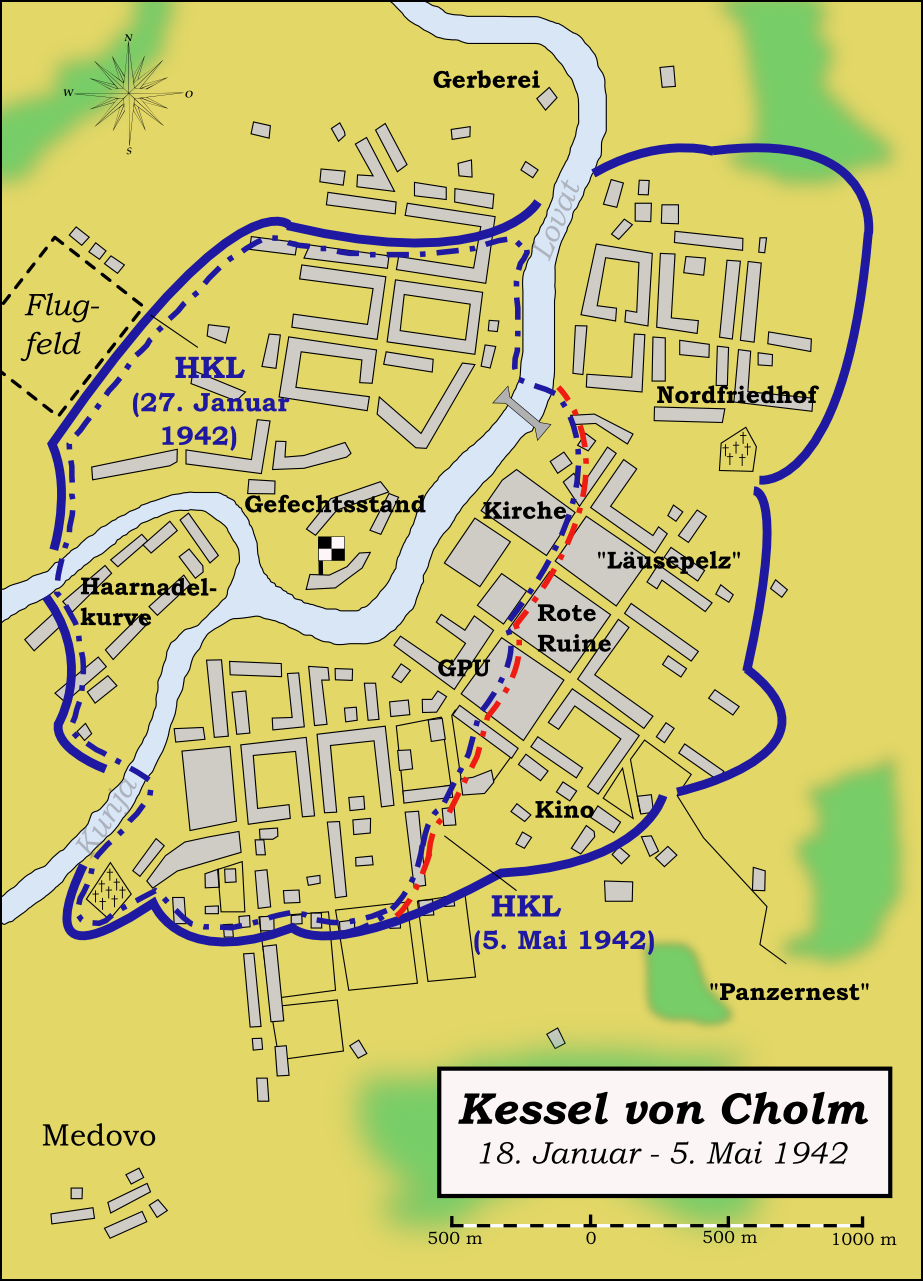
包囲されたホルムの地図。実線は1月27日段階の、破線は5月5日段階の主防衛線(HKL)

ホルムはロヴァチ川沿いの沼地に程近い小さな街で、1941年8月3日にはレニングラード攻略の一環としてドイツ陸軍により占領された。やがてホルムはレニングラード方面のドイツ国防軍を支える兵站拠点となり、多くの軍属や民間人が送り込まれたほか、彼らをパルチザンから守る為に第281保安師団が駐屯していた。そして同年12月のモスクワ攻撃失敗を経て、1942年1月から周辺は赤軍による大規模な反攻の真っ只中にあった。ドイツ軍は徐々に敗走を重ね、1月21日までに街は赤軍による完全な包囲下に置かれた。
包囲下に置かれた段階で、ホルムには2つの歩兵連隊と空軍野戦師団の大隊、警察予備大隊、ドイツ海軍河川舟艇部隊、及びシェーラーの保安師団本部が取り残されていた。兵力総数は当初およそ3500人で、敗残兵による雑多な小部隊を糾合したり、周辺部隊からの増援を受け、およそ5,500人前後の規模まで拡大された。
こうして編成されたシェーラー戦闘団（Kampfgruppe Scherer）は対戦車砲など有効な対戦車火器をほとんど有していなかった。また市街の家屋は大半が砲爆撃で破壊され、ドイツ兵は厳しい寒さに苦しめられていた。さらに同じ理由から遮蔽物が不足し、ドイツ兵は定期的に出没するソ連軍狙撃兵にも脅かされるようになった。シェーラーにとって幸運だったのは、ソ連軍の戦術にそれほどの柔軟性が無かったことであろう。ドイツ軍ではそうした襲撃が行われる場所や時間帯を正確に把握しており、彼らは散乱していた物資の集積を行う事が出来た。加えて重要なのは、彼らが包囲外の友軍に対して砲撃支援を要請する為の無線機を有していたという事である。
大部隊を率いて包囲を固める赤軍では、市街東側の郊外を足がかりとして占領・維持する為に部隊を派遣した。しかしシェーラー戦闘団は待伏せによってこれを撃退する。町には細い路地が多かった為、ソ連歩兵は戦車の援護を得られなかったのである。混乱の中で薙ぎ倒されたソ連軍は撤退を余儀なくされた。
1942年5月5日、重砲及びスツーカの援護を受けた救援部隊が包囲を破り、重傷病者を除けばおよそ1,200名までその戦力を減じていたシェーラー戦闘団の元へ到着した。この105日間、赤軍はおよそ2,000回にもわたる攻撃を行ったが、シェーラー戦闘団はこの全てを撃退している。
包囲最中の1942年2月20日に騎士鉄十字章がシェーラーへ授与されたほか、アドルフ・ヒトラー総統はシェーラー達の要望を受けてこの戦いを讃えるホルム盾章（Cholmschild）の制定を認め、生き延びた5,500名の将兵全員に授与した。さらに戦闘終結後、シェーラーの騎士十字章には柏葉が付され、ヒトラーの個人的な権限によって帰省休暇が与えられた。1942年6月にはホルム周辺の赤軍が完全に駆逐され、ようやくシェーラーは休暇を申請した。第281保安師団長の職はヴィルヘルム＝ヒューノルト・フォン・シュトックハウゼン将軍（Wilhelm-Hunold von Stockhausen）が交代した。
9月、休暇を終えたシェーラーはフュルストで第34歩兵師団長に任命された。11月1日には第83歩兵師団長となり、次の日には中将に昇進した。第83歩兵師団は中央軍集団左翼側のヴェリーキエ・ルーキの街に配置されていた。

### 第83歩兵師団
シェーラーが引き継いだ第83歩兵師団は、赤軍第3打撃軍の攻勢下にあった。師団はまもなく赤軍に回りこまれて離散・孤立し、街は11月20日に包囲された。市内には師団のうち7,500名ほどが取り残されていた。クルト・フォン・デア・シュヴァルリー将軍の第59軍団に救出作戦が命じられたが、第59軍団には救出作戦に割ける兵力が残されていなかった。その為、陸軍総司令部(OHK)は北方軍集団から第8装甲師団の派遣を命じたものの、この救出作戦は2日後に失敗した。
引き続き第20歩兵師団、第291歩兵師団、および包囲を逃れた第83歩兵師団の兵士を主力、第331歩兵師団を支援部隊として、エーリッヒ・イェシュケ将軍による救出作戦が発動された。だが、この攻撃も12月12日には停止した。
救出作戦の失敗が重なる中、ヴェリーキエのシェーラーたちは厳しい状況に置かれていた。ソ連軍は包囲下のドイツ軍をさらに3箇所へ分断したのである。戦闘団が包囲脱出を図ったのは、それから4週間後のことである。最終的に、ヴェリーキエは1943年1月16日に陥落し、脱出に成功したドイツ将兵は200人に満たなかったという。
第83歩兵師団は1943年を通じて中央軍集団の元で戦い、秋頃には北方軍集団に移動した。1944年初頭、レニングラード戦線に展開すると共に師団長はヴィルヘルム・ハウン将軍（Wilhelm Heun）に交代した。

### 沿岸防衛総監
1944年4月半ば、シェーラーはオストラント国防軍司令官付沿岸防衛総監（Inspektor des Küstenschutzes beim Wehrmachtsbefehlshaber Ostland）に任命される。1945年4月半ば、シェーラーは第4装甲軍の参謀として第48装甲軍団と共にエルベ川南方のシュヴァルツェン・エルスター川沿いの防衛を担当し、そのまま敗戦を迎えた。
1951年5月17日、シェーラーはルートヴィヒスブルクで交通事故死した。